# Авария в Чайковском шлюзе

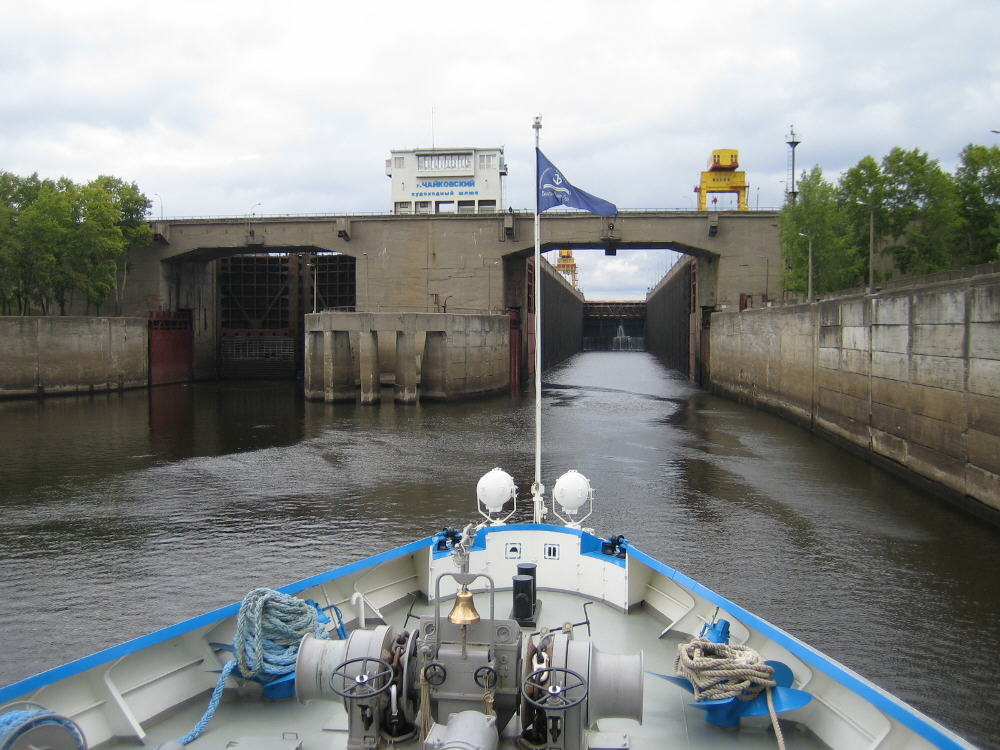
Чайковский судоходный шлюз с нижнего бьефа. Теплоход направляется в левую камеру

Авария в Чайковском шлюзе — техногенное происшествие, которое произошло 10 мая 1962 года. В результате аварии погиб 21 человек.

## Общие сведения
Чайковский судоходный шлюз — гидротехническое сооружение, составная часть Воткинского гидроузла на реке Каме, представляет собой однокамерный судоходный шлюз с двумя параллельными нитками, расположенный на плотине ближе к восточному берегу реки. Каждая из камер имеет полезную длину 285,2 метра, минимальную ширину 29 метров. Глубина камеры на верхнем уровне составляет 7 метров при нормальном проектном уровне Воткинского водохранилища, на нижнем уровне 3 метра. К шлюзу ведут подходные каналы: верхний, длиной 500 метров и шириной 110 метров, и нижний, длиной 4500 метров и минимальной шириной 80 метров. Средняя скорость шлюзования судна с учётом времени входа и выхода из камеры — 42 минуты. Перепад высот в шлюзе на одну камеру является самым большим на территории бывшего СССР (для «классического» шлюза) и составляет 23 метра (максимальный). Больший перепад высот однокамерного шлюза имеется только на трёх плотинах, оборудованных шахтными шлюзами; на иных плотинах с большим перепадом высот оборудуются многокамерные шлюзы. Строительство гидроузла Воткинской ГЭС было начато в 1955 году. Проектирование гидроузла осуществил Ленгидропроект. В 1960 году, уже в ходе строительства, проектировщиком были внесены изменения в конструкцию шлюза: вместо изначально предусмотренного двухкамерного шлюза был запроектирован однокамерный. Перепроектирование, по некоторым оценкам, было сделано после выступления Н. С. Хрущёва, который в ноябре 1959 года заявил, что: «Гидроэлектростанции строятся очень долго, дорого, запасы прочности неоправданно большие. Нужно всячески экономить материалы и ускорять темпы строительства…»

## Авария

Фотография после аварии. Вид с плотины. Внутренняя стенка левой камеры лежит в межкамерном пространстве

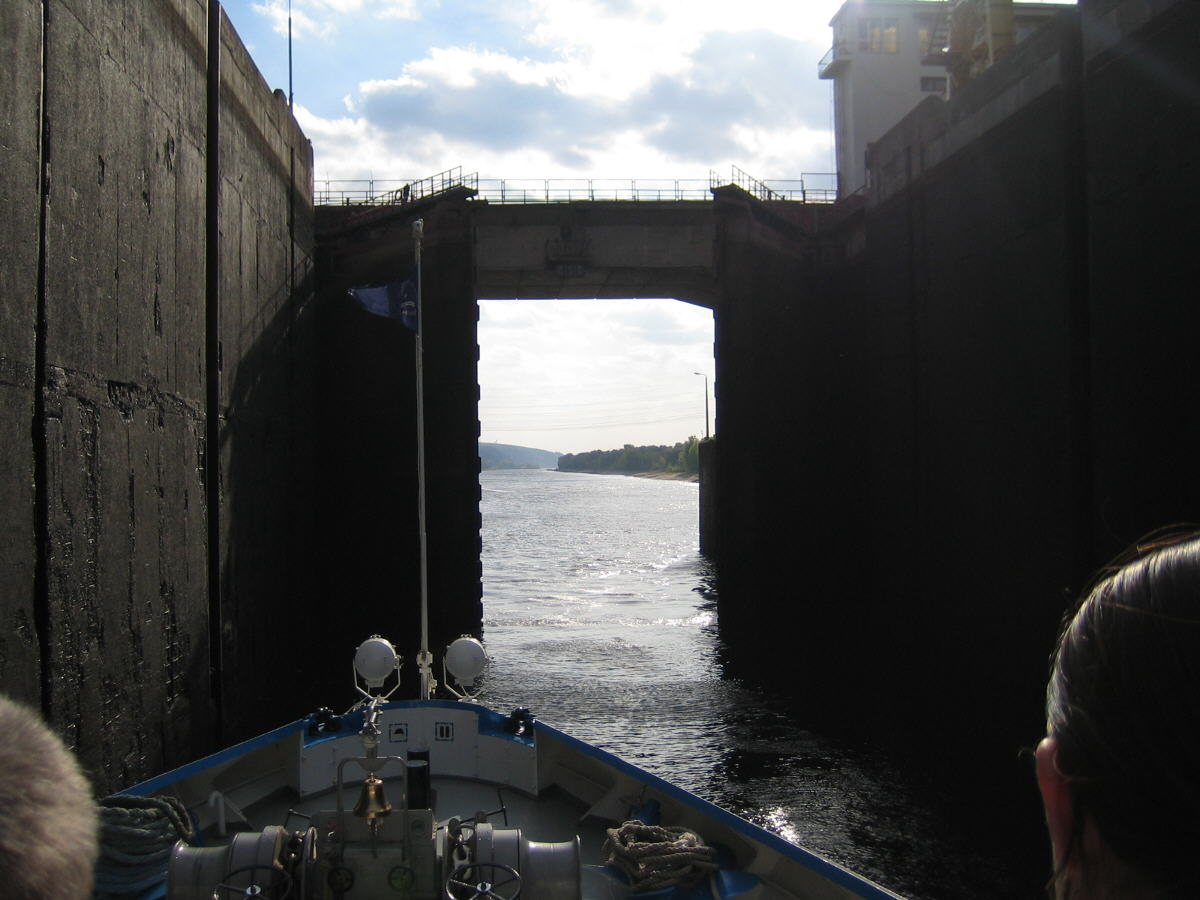
Справа — участок стены, рухнувший в 1962 году

Запланированными датами ввода шлюза в эксплуатацию были 1 мая 1962 года для левой (восточной) камеры шлюза и 20 мая 1962 года для правой камеры шлюза. Сроки ввода в эксплуатацию не выдерживались, поэтому было принято решение сосредоточить все усилия на левой камере. 7 мая 1962 года комиссия дала разрешение на ввод в эксплуатацию левой камеры и утром 8 мая 1962 года пароход «Мамин-Сибиряк» осуществил первое шлюзование.
10 мая 1962 года продолжались работы в правой камере шлюза и в межкамерном пространстве. На этих работах были заняты 63 человека. Кроме того, на стенках камеры стояли люди, наблюдавшие за шлюзованием. В 14-45, находящиеся в верхнем бьефе пассажирский пароход «Дмитрий Фурманов» (двухпалубный товаропассажирский пароход «Фёдор», построен в 1909 году на заводе АО «Сормово» для Пароходства Т. Д. «Ф. и Г. бр. Каменские». В апреле 1923 года был переименован в «Леонид Серебряков», в марте 1928 года переименован в «Дмитрий Фурманов». До 1965 года ходил по маршруту Пермь — Казань, затем передан в Саратов для работы на местных линиях. В 1970-х служил плавучей гостиницей в Марксе. В 1989 году должен был пройти капитальный ремонт парохода, но он сгорел у причала) и гружёный лесом теплоход «Криуши» (судно типа «Шестая пятилетка», проекта 576, построено 30 декабря 1960 года в Румынии, на Галацкой верфи (рум.), эксплуатируется по сей день), получили разрешение на шлюзование. В 15-05 оба судна были пришвартованы у внутренней стенки камеры шлюза; первым в шлюз вошёл сухогруз «Криуши», за ним пришвартовался «Дмитрий Фурманов». Оба судна подали сигнал о готовности к шлюзованию. В 15-20 произошло обрушение правой (внутренней) стены левой камеры шлюза, на участке секций 1 — 4 (нумерация со стороны входа в камеру с верхнего бьефа), общей протяжённостью 110 метров. Стена завалилась в межкамерное пространство, в проран хлынула вода, моментально затопившая межкамерное пространство и правую камеру шлюза. Корму парохода «Дмитрий Фурманов» начало затягивать в проран, команда парохода обрубила швартовы и пыталась помешать затягиванию, дав полный ход машинам, но это не удалось. С кормы сухогруза «Криуши» были брошены концы, и объединёнными усилиями пассажирский пароход, на котором были 423 человека пассажиров и 52 человека экипажа, сумел выбраться из прорана. Люди были частью эвакуированы по верёвочным лестницам, частью перепрыгнули на грузовой теплоход. В это время два инженера строительства сумели закрыть ворота и прекратить поступление воды в шлюз.
По словам очевидца:

Я был на месте происшествия через 20 минут и видел жуткое зрелище. Вода с шумом изливалась через пролом из левой камеры в межкамерное пространство и далее через недостроенную стенку — в правую, где под её напором распахнулись ремонтные ворота. В межкамерном пространстве на поверхности воды бурлили гигантские водовороты, огромные деревянные щиты опалубки плавали (не то слово — метались!) и ударялись друг о друга, словно ножи гильотины. Шансов уцелеть в подобной ситуации было ничтожно мало, но спасшиеся все-таки были.— https://www.newsko.ru/articles/nk-287278.html
Точное количество жертв было установлено впоследствии. Ими стали 21 человек, и ещё 15 человек получили ранения. Ущерб, причинённый государству составил 2 518 944 рубля.
По словам М. Н. Назарова, в то время руководителя парторганизации управления «Воткинскгэсстрой» «По мере того, как в правой камере отыскивали и извлекали из-под слоя грунта тела погибших, проходили похороны».

## Расследование и причины аварии
Была назначена правительственная комиссия по расследованию причин аварии. На место прибыли К. И. Галаншин, первый секретарь Пермского областного комитета КПСС, И. А. Гришманов, председатель Госстроя СССР, П. С. Непорожний, первый замминистра строительства электростанций. Министр строительства электростанций И. Т. Новиков на момент аварии был в Финляндии и об аварии услышал из трансляции радиостанции «Голос Америки», в которой утверждалось, что погибло по непроверенным данным до 100 человек. Факт трансляции подтверждается и воспоминаниями очевидцев аварии. Позднее прибыл следователь по особо важным делам Генеральной прокуратуры СССР.
Экспертная группа не нашла никаких отступлений от проекта и нарушений в технологии производства работ. Таким образом, очевидно, что были ошибки в проектировании шлюза. Тем не менее, приговором Пермского областного суда от 23 августа 1962 года виновными в преступлении, предусмотренном частью 2 статьи 170 Уголовного кодекса РСФСР («Злоупотребление властью или служебным положением») были признаны председатель пусковой комиссии, начальник технического управления Министерства строительства электростанций СССР В. И. Севастьянов и исполняющий обязанности главного инженера строительства Р. К. Радецкий и им было назначено наказание в виде 6 и 4 лет лишения свободы соответственно. Приговор был обжалован, и по словам Р. К. Радецкого, бывший начальник строительства Камской ГЭС и с 1954 года начальник строительства Братской ГЭС, депутат Верховного Совета РСФСР И. Н. Наймушин добился встречи с Председателем Президиума Верховного Совета РСФСР Н. Г. Игнатовым, который на уже готовом приговоре написал «условно».
Проектировщики не были привлечены к ответственности. Косвенным подтверждением вины проектировщиков служит тот факт, что по окончании строительства ГЭС в 1966 году никто из проектировщиков не был награждён орденами и медалями; вместе с тем, награды получили 348 человек. Тот факт, что проектировщики остались без наказания, объясняется тем, что на тот момент строился Асуанский гидроузел, который был спроектирован тем же Ленгидропроектом, и советские власти предпочли не бросать тень на проектировщиков.